# Fajòlas (Òlt)
Fajòlas (en francès Fajoles) és un municipi francès situat al departament de l'Òlt i a la regió d'Occitània. Existeix des de l'època romana. La ciutat està situada a prop de Gourdon i de Sarlat.

## Gastronomia
Les especialitats són confit d'ànec amb patates a la Sarladaise, foie, productes basats en les nous i vins locals.

## Demografia
| 1962                                       | 1968 | 1975 | 1982 | 1990 | 1999 | 2006 |
| ------------------------------------------ | ---- | ---- | ---- | ---- | ---- | ---- |
| 255                                        | 262  | 253  | 243  | 220  | 211  | 277  |
| Des de 1962: població sense dobles comptes |      |      |      |      |      |      |

## Administració
| Període | Identitat         | Partit |
| ------- | ----------------- | ------ |
| 2001-   | Laurent Rougières |        |